# Das Mädchen mit den Goldaugen
Das Mädchen mit den Goldaugen (Originaltitel: La Fille aux yeux d’or) ist die dritte Erzählung der Trilogie Die Geschichte der Dreizehn innerhalb der Menschlichen Komödie von Honoré de Balzac. Der Text erschien erstmals im März 1834 und Mai 1835 in den Szenen aus dem Pariser Leben (Originaltitel: Scènes de la vie parisienne).

## Kurzbeschreibung
Ein müßiggängerischer Schönling begegnet bei seinen Spaziergängen wiederholt einer ihm anfangs unbekannten attraktiven jungen Frau, dem „Mädchen mit den goldenen Augen“. Für den gelangweilten Schönling ist die Eroberung dieser jungen Frau nur eine weitere Herausforderung. Durch einen Wink jener jungen Frau erhält der Schönling einen Ansatz, ihr nachzuforschen, will sie verführen, doch wird seinerseits Objekt sexueller Begierde der jungen Frau, die ihm zwölf Tage Zeit für die Affäre gibt und bei deren Befriedigung der Schönling sich anfangs als Frau verkleiden muss, wodurch der Schönling sich im Nachhinein gedemütigt fühlt. Noch gedemütigter fühlt er sich, als die junge Frau während des Höhepunkts eines späteren Geschlechtsverkehrs deutlich macht, dass ihr Begehren einer weibischen oder weiblichen Person gilt. Als der gedemütigte Schönling mit Hilfe des Geheimbunds der Dreizehn seine sorgfältig geplante Rache an der jungen Frau umsetzen will, findet er die junge Frau erstochen vor von deren extrem eifersüchtiger Partnerin, in der der Schönling seine ihm bislang unbekannte, ihm aber sehr ähnliche Halbschwester erkennt.

## Inhalt
Der müßiggängerische Schürzenjäger und „Adonis“ Henri de Marsay spaziert wiederholt im Tuilerien-Park, um eine anonyme Schönheit wiederzusehen, trifft dabei auf seinen Freund Paul de Manerville, mit dem zusammen er die anonyme Schönheit verfolgt, die in Gesellschaft ihrer Anstandsdame gleichfalls im Park lustwandelt. Als die anonyme Schönheit, bei der er sich um die geheimnisvoll-unnahbare Paquita Valdès handelt, mit ihrer Anstandsdame in ein Coupé steigt, winkt sie unbemerkt von ihrer Anstandsdame den beiden Verfolgern mit ihrem Taschentuch, „was Henri vor aller Augen bedeuten sollte: Folgen Sie mir“. Henri verabschiedet sich von Paul, nimmt sich eine Droschke, um das Coupé zu verfolgen, bis jenes in ein Palais einfährt. Anschließend beauftragt Henri seinen Kammerdiener mit Erkundigungen, der daraufhin einen Briefträger besticht und die Sicherheitsmaßnahmen des Palais erläutert sowie einen von vielen aus London abgesendeten Briefen mit der Bemerkung „hier steht der Name Ihres Wildes“ ausgehändigt bekommt. Da das Palais dem Marquis von San Real gehört, schließt Henri aus diesen Erkenntnissen, dass es sich bei Paquita, der Adressatin des Briefes, um die Geliebte des Marquis von San Real handeln müsse: „Nur ein alter spanischer Leichnam von achtzig Jahren ist fähig, solche Vorsichtsmaßnahmen zu treffen.“ Henri entwickelt den Plan, über den korrupten Briefträger an einen der an Paquita adressierten Briefe aus London zu gelangen, diesen zu öffnen, ein „Liebesbriefchen“ darin zu verstecken, den Londoner Brief erneut zu versiegeln und so Paquita unbemerkt eine Botschaft zukommen zu lassen. Er ist gezwungen, diesen Plan umzusetzen, nachdem die Anstandsdame im Park „einen Blick zwischen dem ihrer Obhut anvertrauten Mädchen und Henri aufgefangen hatte“ und Paquita daher das Palais San Real nicht mehr verlassen darf. In dem „Liebesbriefchen“ legt Henri Paquita einen Plan für eine Rückantwort dar, den Paquita aber nicht umsetzt: Stattdessen taucht, während Henri und Paul in Henris Wohnung frühstücken, Paquitas Diener Christemio bei den beiden auf, zusammen mit einem bezahlten Dolmetscher. Christemio fordert Henri auf, am Folgeabend bei einem bestimmten Café zu erscheinen: „Dort werdet Ihr einen Wagen sehen, in den Ihr einsteigt“. Henri erscheint zu dem Termin, steigt in den Wagen. „Henri wurde so geschwind durch Paris getragen, seine Gedanken ließen ihn so wenig die Fähigkeit, den Straßen, durch die sie fuhren, Aufmerksamkeit zu schenken, daß ihm nicht klar wurde, wo der Wagen hielt.“ Christemio führt Henri ins Innere „einer feuchten, Übelkeit erregenden, lichtlosen Wohnung“, deren Salon Henri „an den Salon eines verrufenen Hauses erinnert: derselbe Anspruch auf Eleganz und dieselbe Ansammlung von geschmacklosen Dingen, von Staub und Schmutz.“ Dort trifft Henri Paquita „in einem aufreizenden Morgenmantel“, aber auch deren Mutter, „die einzige Frau, auf die ich mich verlassen kann, obgleich sie mich bereits verkauft hat“, so Paquita. In der Unterredung zwischen Paquita und Henri sagt Paquita, dass beide nur zwölf Tage „für uns“ hätten, in denen der Marquis und die Marquise von San Real abwesend seien. „Wie eine gleicherweise von Gewissensbissen wie von Leidenschaft bedrückte Frau schien Paquita von etwas in Anspruch genommen, das nicht er [=Henri de Marsay] war. Vielleicht trug sie im Herzen eine andere Liebe, die sie bald vergaß, bald sich zurückrief. […] De Marsays Bewunderung wurde zur heimlichen Raserei“, und er droht Paquita: „Wenn du nicht mir allein gehören solltest, werde ich dich töten!“ In seiner aufbrandenden Liebesraserei sagt Henri Paquita „tausend Unsinnigkeiten mit der Geschwindigkeit eines Sturzbaches“, und Paquita flüstert von ihm ungehört: „Es ist dieselbe Stimme! […] Und… dasselbe Feuer“. Henri fordert von ihr, sie solle „heute abend mein“ sein, doch Paquita behauptet, sie habe ihrer daheim weilenden Anstandsdame zu wenig Betäubungsmittel verabreicht, könne daher nicht bleiben und Christemio würde Henri in zwei Tagen erneut vom Café abholen.
Als Henri zu dem Termin erscheint, muss er sich von Christemio die Augen verbinden lassen. Der Sicht beraubt fährt Henri in einem Wagen davon, wird kurz vor dem Ziel nicht geführt, sondern getragen, landet in einem haremsartig ausgekleideten Boudoir mit einem türkischen Diwan, indischem Musselin, und der „Teppich glich mit seinem Muster einem orientalischen Schal und ließ an die Poesien Persiens denken“. Dort kniet Paquita „mit einem weißen Morgenmantel, mit nackten Füßen, mit Orangenblüten in ihrem schwarzen Haar, vor Henri, ihn anbetend wie den Gott dieses Tempels“. Zweifach fragt sie ihn „Willst du mir gefallen?“, er bejaht dieses. „Fröhlich holte Paquita aus einem der Möbel eine rote Samtrobe, in die sie de Marsay kleidete; dann setzte sie ihm eine Haube auf und wand ihm einen Schal um.“ Nach dieser Travestie kommt es zum Geschlechtsverkehr. „Aber seltsam! Wenn das Mädchen mit den Goldaugen auch Jungfrau war, unschuldig war sie gewiß nicht.“ Nach dem Sex kehrt Henri in sein altes Leben zurück, doch besitzt er als ein Mann, „der sich mit Lust übersättigt hat, eine Neigung zum Vergessen, eine gewisse Undankbarkeit“, ist ermattet durch das Glück und „dieser köstlichen Melancholie des Körpers hingegeben“, verschwindet tagelang auch aus dem Blickfeld seines Freundes Paul. Dann aber kommt ihm aufgrund der merkwürdigen Umstände des Sexualakts der Gedanke, nicht er habe Paquita als Sexualobjekt genutzt, sondern sie ihn: „Wenn seine Vermutungen zutrafen, war er im Innersten seines Wesens gröblich beleidigt worden. Schon allein der Verdacht versetzte ihn in Wut, er brach in das Gebrüll eines Tigers aus“, was Paul sehr verwundert, woraufhin Henri fragt: „Was willst du? Die Wollust führt zur Grausamkeit. Warum? Ich weiß es nicht und bin auch nicht neugierig genug, den Grund dafür zu suchen.“ Aufgebracht gegen Paquita geht Henri zum nächsten Rendezvous, lässt sich wieder die Augen verbinden, wieder fahren, konzentriert „seine Aufmerksamkeit und seinen Verstand darauf, zu erraten, durch welche Straßen der Wagen fuhr“, ist überzeugt, dass man ihn zum Palais San Real fährt, wo man Henri wie gehabt in Paquitas Boudoir trägt: Paquita nimmt Henri die Binde ab, „bleich und verändert“, weil Todesgefahr drohe und sie beide Paris verlassen müssten, doch Henri will nicht: „Ich bin nicht frei, ich bin durch Eid an das Geschick von Menschen gebunden, die mir ergeben sind, so wie ich ihnen.“ Dennoch zeigt sich Henri durch Paquita gerührt: „Die Hoffnung, endlich das Idealwesen zu besitzen, […] entzückte de Marsay, der zum erstenmal nach langer Zeit sein Herz erschloß. Seine Nerven entspannten sich, seine Kälte zerschmolz im Dunstkreis dieser glühenden Seele, seine schneidenden Doktrinen verflogen“. Doch inmitten eines weiteren Sexualakts kommt es für Henri zu einem „Dolchstoß in sein zum erstenmal gedemütigtes Herz. Paquita, die in kraftvoll emporgehoben hatte, wie um ihn zu betrachten, hatte ausgerufen: ‘Oh! Mariquita!‘“ Aufgrund dieses Wortes (spanisch u. a. für einen weibischen Mann) und der beim vorherigen Rendezvous vorgenommenen Travestie brüllt Henri, nun wisse er, „woran er noch zweifeln wollte“: Henri fühlt sich „von dem süßesten Triumph entthront […], der seine männliche Eitelkeit je erhöht hatte. Die Hoffnung, die Liebe und überhaupt alle Gefühle hatten sich bei ihm übersteigert, alles in seinem Herzen und in seinem Geist hatte geflammt; dann waren diese Flammen, entzündet, um sein Leben zu erhellen, durch einen kalten Wind ausgeblasen worden.“ Henri möchte Paquita mit seiner Krawatte erdrosseln, doch Paquita kann nach Christemio läuten, der sich auf Henri wirft, was Henri nicht nur aufgrund von Christemios körperlicher Überlegenheit duldet: „Überdies hatte er trotz seiner zornigen Aufwallung bereits überlegt, daß es nicht klug wäre, sich der Gerichtsbarkeit auszusetzen, indem er dieses Mädchen unversehens tötete, ohne den Mord auf eine Weise vorbereitet zu haben, die ihm Straflosigkeit zusicherte.“ Ohne Mordtat verlässt Henri also den Palais San Real, taucht unter, „ohne daß jemand zu erfahren vermochte, was er in dieser Zeit machte und an welchem Ort er sich aufhielt. Diese Zurückgezogenheit rettete ihn vor der Wut des Mulatten [=Christemio] und führte den Untergang jenes armen Geschöpfes [=Paquita] herbei, das seine ganze Hoffnung in ihn gesetzt hatte, den es liebte“ und der, „durch Eid an das Geschick von Menschen gebunden, die mir ergeben sind, so wie ich ihnen“, eines Nachts „gegen 11 Uhr“ am Palais San Real mit drei dieser Eidgenossen auftaucht, darunter deren Oberhaupt Ferragus. Vorerst aber nimmt Henri den Weg zu Paquita allein und wird Zeuge, wie sie just ihr Leben aushaucht. „Der vom Dolch ihres Henkers zerstückelte Körper sprach davon, mit welcher Erbitterung sie ihr Leben verteidigt hatte“ gegen ihren weiblichen Henker, die Marquise von San Real, die Henri zunächst nicht wahrnimmt, sondern sich gegenüber der Toten rechtfertigt: „Für das [Jungfern-]Blut, das du ihm geopfert hast, schuldest du mir all deines!“ Als die Marquise von San Real Henri schließlich wahrnimmt, will sie sich mit dem Dolch auch auf ihn stürzen, stutzt dann aber: „Eine ungeheure Bestürzung ließ beiden das Blut in den Adern gefrieren, und sie zitterten auf den Beinen wie erschreckte Pferde. In der Tat hätten Zwillinge einander nicht ähnlicher sein können. Wie aus einem Mund“ fragen sie einander, ob der Vater des jeweils anderen Lord Dudley sei, bestätigen das einander und erkennen sich so als Halbgeschwister. Die Marquise bereut ihre Mordtat mit den Worten, Paquita sei „so wenig schuldig, wie es möglich ist“ – dank der Travestie hat Paquita mit einem Ebenbild der Marquise Geschlechtsverkehr gehabt –, und Henri konstatiert über Paquita: „Sie war dem Blute treu“; das Schweigen der herbeikommenden Mutter Paquitas erkauft sich die Marquise mit Geld. Einen weiteren Belastungszeugen gibt es laut der Marquise nicht, denn „Christemio ist tot.“ Der Eifersuchtsmord der Marquise an Paquita wird somit nicht geahndet: „Die Justiz kommt in dieser Gesellschaftssphäre gar nicht erst ins Spiel. Für den Helden der Geschichte, für de Marsay, bleibt Paquita ein gut bestandenes Abenteuer.“

## Textanalyse
Bei Das Mädchen mit den Goldaugen handelt es sich um einen auktorial erzählten Kurzroman, der teilweise auch als Erzählung bezeichnet wird. Ort der Handlung ist Paris. Die erzählte Zeit beginnt Mitte April 1815 und nimmt etwas mehr als 12 Tage in Anspruch. Der eigentlichen Handlung vorangestellt ist ein essayartiger Text, in dem Balzac, Autor der Menschlichen Komödie, mit „Bezug auf Dante und die Göttliche Komödie“ die Pariser Gesellschaft in Sphären einteilt wie Dante die Hölle in Höllenkreise: „Hier also forscht er den Bedingungen nach, die das Leben zur Hölle machen. Paris könne mit der Hölle nicht nur verglichen werden, Paris sei die Hölle: das schrecklichste, menschenunwürdigste, was sich die Phantasie vorstellen kann. Diese Hölle wird von zwei sehr irdischen Triebkräften in Bewegung gehalten: vom Gold und vom Vergnügen. Das Gold verkörpert Geld und Kapital, das Vergnügen legitime Bedürfnisse, die durch den falschen Gebrauch des Goldes pervertiert werden. […] Gesellschaft und Ruhm, Geld und Kunst stehen in unversöhnlichem Gegensatz. In dieser Gesellschafts-’Ordnung‘ wird alles Menschliche zerstört.“

### Themen
Im Rahmen der Sittengeschichten der Menschlichen Komödie ragen in Das Mädchen mit den Goldaugen zwei thematische Aspekte besonders hervor:
- das Sozial-Panorama, das in der Manier von Dantes Inferno gestaltet ist, zu Beginn von Das Mädchen mit den Goldaugen steht und rund ein Fünftel der Gesamterzählung ausmacht.[39]

- die Spielarten der Liebe, wobei „das Thema der lesbischen Liebe aufgegriffen und Stilmittel des schwarzen Romans verwandt“ werden.[40] Beim Thema Liebe stehen wiederum zwei Unteraspekte nebeneinander:
  - die bedingungslose Liebe Paquitas: „bislang wurde ich nur geliebt, liebte aber nicht. Ich werde mich um deinetwillen von allem trennen, führe mich fort. Wenn du willst, nimm mich als Spielzeug, aber laß mich bei dir sein, bis du mich zerbrichst.“[41]
  - das besinnungslose Begehren Henris, das aber in etwas anderes umzuschlagen droht. Henris Freund Paul spricht Henri gegenüber jenes Andere an: „Henri, in dir muß etwas Ungewöhnliches vorgehen, das merkt man trotz deiner aktiven Diskretion.“[42] Unbeeindruckt von dieser Andeutung aber lässt Henri das Streben nach sexueller Erfüllung in ein Streben nach Gewalt umschlagen, sobald Henri seine Beziehungsunfähigkeit in Gefahr geraten sieht und eine Partnerschaft droht: Henri will sich lieber Paquitas entledigen als durch Paquita ent-ledigt zu werden. Nicht nur Eifersucht also ist es, die Henri zu einer Mordtat an Paquita entschlossen macht, denn schon zuvor bekennt er „Wollust führt zur Grausamkeit“, obgleich er nicht wisse warum.[24]

Zwar wird auch Paquita (ebenso wie Clémence Desmarets und Antoinette de Langeais in den beiden anderen Teilen der Trilogie) durch Geld und Macht in einem vergoldeten Käfig gehalten, doch anders als in den beiden anderen Episoden von Die Geschichte der Dreizehn spielt das biologische Geschlecht des Partners keine Rolle: In Das Mädchen mit den Goldaugen ist es eine Frau, die eine andere Frau unterdrückt, um sie unter Kontrolle zu behalten.

### Figuren
Hauptfigur
- Henri de Marsay: Dieser müßiggängerische „Adonis“[2] hat dichtes schwarzes Haar und blaue Augen, „eine zarte Mädchenhaut“ sowie „einen schlanken, aristokratischen Wuchs und sehr schöne Hände“.[43] Henri wurde 1792 geboren[44] und ist biologischer Sohn eines gewissen Lord Dudley, der Henris Mutter nach Henris Geburt „mit einem alten Edelmann, Monsieur de Marsay, vermählte“,[2] was dem alten Marsay durch „hunderttausend Francs“ versüßt wurde, von denen später Henri zehrt.[45] Der alte Marsay lernte seine Gattin zwar nie persönlich kennen,[45] kümmerte sich aber um Henri, derweil Henris Mutter nach dem Tod des alten Marsay erneut heiratete und sich anschließend ebenso wenig um Henri kümmerte wie zuvor – und ebenso wenig, wie Lord Dudley es tat.[45] Stattdessen zog erst die Schwester des alten Marsay Henri groß, anschließend tat es ein Abbé. Dieser „lasterhafte, aber weltkluge, ungläubige, aber gelehrte, falsche, aber liebenswürdige, scheinbar schwache, aber an Kopf wie Körper so robuste Priester“ brachte es dank dieser Fähigkeiten bis zum Bischof, „lehrte das Kind in drei Jahren, was es auf dem Gymnasium in zehn Jahren gelernt hätte“, starb 1812 „mit der Befriedigung, einen Knaben unterm Himmel zurückgelassen zu haben, dessen Herz und Geist mit sechzehn Jahren so wohlgebildet waren, daß er einen vierzigjährigen Mann übers Ohr hauen konnte.“[46] Somit glaubt Henri de Marsay „weder an die Männer noch an die Frauen, weder an Gott noch an den Teufel. Die launische Natur hatte begonnen, ihn damit zu begaben; ein Priester hatte das Werk vollendet.“[47] Für den misogynen Marsay sind Frauen laut eigener Aussage eine „Lappalie, eine Anhäufung von Nichtigkeiten“,[48] leichte Beute für den gutaussehenden, geistreichen Henri de Marsay, „der sich selten eine Ironie versagte“,[23] diesen äußerlich so attraktiven Stutzer: „Doch weil de Marsay so leicht siegte, mußten ihn seine Siege langweilen; folglich langweilte er sich seit ungefähr zwei Jahren sehr. […] Eine ständige Übersättigung hatte das Gefühl der Liebe in seinem Herzen geschwächt. Wie die Greise und die Blasierten kannte er nur mehr extravagante Launen, verderbliche Neigungen, Begierden“[49] und verbirgt etwaige tatsächliche Gefühle, was er seinem Freund Paul gegenüber so ausdrückt: „Eines Tages wirst du wissen, Paul, wie amüsant es ist, die Welt zum besten zu haben, indem man ihr das Geheimnis unserer Zuneigungen vorenthält. […] Nun, kein Mensch weiß, wen ich liebe noch was ich will. Vielleicht wird man später erfahren, wen ich geliebt, was ich gewollt habe, so wie man vor vollendeten Tatsachen steht, aber mir in die Karten sehen lassen?... Schwäche, Torheit.“[50] Durch seine kontinuierlichen Erfolge bei den Frauen unerschrocken[29] und versehen mit dem „Mut eines Löwen und die Geschicklichkeit eines Affen“[47] macht der vergnügungssüchtige Henri de Marsay sich rücksichtslos an die geheimnisvoll-sinnliche Paquita heran: „Obwohl de Marsay keine Liebe mehr empfinden kann, reizt ihn das Mädchen mit den Goldaugen.“[51] Als Henri sich wider Erwarten und ohne es sich einzugestehen verliebt, doch meint, dass Paquita eine andere Person ihm gegenüber bevorzugt und er ebenso benutzt worden ist, wie er selbst bisher die Frauen benutzte, bahnt sich die Katastrophe an: „Henri war außerstande zu verzeihen. Das Verzeihenkönnen, das gewiß zu den Zierden der Seele gehört, war für ihn ein Unding.“[29]

Nebenfiguren
- Paquita Valdès: Sie ist die Titelfigur, das Mädchen mit den Goldaugen, denn die Krönung ihrer außerordentlichen Schönheit sind „zwei gelbe Augen, Tigeraugen; ein Goldgelb, das leuchtet, lebendiges Gold, ein Gold, das denkt, ein Gold, das liebt und dir unbedingt in den Beutel will“.[52] Unter den zahlreichen Reizen streicht der Text Paquitas „herrliche Drehung des Halses“[3] heraus sowie „jene wohlangesetzten, winzigen, geschwungenen Füße, die den lüsternen Vorstellungen so viele Reize bieten.“[4] Mit etwa 22 Jahren[52] ist Paquita ungefähr genauso alt wie Henri de Marsay, jedoch „wie ein armes Tier an seinen Pflock gefesselt; es wundert mich, daß ich eine Brücke über den Abgrund schlagen konnte, der uns trennt“,[24] so Paquita zu Henri: „Seit meinem zwölften Lebensjahr bin ich eingesperrt, ohne jemand gesehen zu haben. Ich kann weder lesen noch schreiben, ich spreche nur englisch und spanisch.“[53]
- Christemio: Er ist der Mann von Paquitas Amme, betet Paquita laut deren Worten an „und würde auf der Folter für mich sterben, ohne daß man ihm ein Wort gegen mich entreißen könnte.“[15] Dieser treue Diener Paquitas wird im Text als „Mulatte“ oder „Maure“ bezeichnet, ist also dunkelhäutig: „Seine schwarzen Augen hatten die Starrheit von Raubvogelaugen und waren wie die eines Geiers von einem wimpernlosen bläulichen Häutchen eingefaßt.“[54]
- Paul de Manerville: Dieser „Leichtfuß aus der Provinz“[55] ist nach eigener selbstironischer Ansicht „mittelmäßig genug, alles zu erreichen“[50] und kann sich laut Balzac somit „in die große, illustre und mächtige Familie der Hohlköpfe einreihen, die emporkommen. Eines Tages sollte er Abgeordneter sein.“[56] Paul legt „großen Wert darauf, geistreich über seine Pferde und seinen Pyrenäenhund plaudern zu können“,[55] dient seinem Freund Henri de Marsay mal als Echokammer, mal als Anlass zur Selbstreflexion. „Die falsche oder echte Freundschaft war eine gesellschaftliche Frage für Paul de Manerville, der sich seinerseits für stark genug hielt, seinen Busenfreund auf seine Weise auszunutzen. Er lebte im Abglanz seines Freundes, stellte sich ständig unter dessen Schirm, zog sich gewissermaßen dessen Schuhe an und vergoldete sich mit dessen Strahlen.“[57]
- Paquitas Mutter: Paquitas Mutter wurde „in Georgien als Sklavin gekauft wegen ihrer ungewöhnlichen Schönheit, von der freilich jetzt wenig übrig ist. Sie spricht nur ihre Muttersprache“,[13] hat einst ihre eigene Tochter gegen Geld weggegeben, so wie sie selbst als Sklavin verkauft worden ist, und nimmt am Ende der Geschichte Geld, um die Ermordung ihrer Tochter zu verschweigen. Zuvor aber kann es, von dieser abgelebten „alten Mumie“[58] gehemmt, nicht bereits beim ersten Treffen – also außerhalb des Palais San Real – zu Intimitäten zwischen Henri de Marsay und Paquita kommen. „Die Mutter besaß in höchstem Grade die steife Würde wilder Volksstämme, die statuenhafte Gelassenheit, an der die Beobachtung scheitert“[59] und die Henri irritiert: Paquitas Mutter ist so undurchschaubar, wie Henri sein möchte, und sie sieht ebenso wie er Menschen nur als Verfügungsmasse an.
- Euphémie von San Real: Ebenso wie Henri de Marsay ist Euphémie ein biologisches Kind von Lord Dudley, anders als Henri aber Kind einer Spanierin. Beide Halbgeschwister wissen bis zum Finale der Geschichte nichts voneinander. Euphémie wurde „aufgezogen in Havanna, zurückgebracht nach Madrid mit […] den verderblichen Neigungen der Kolonien, doch zum Glück mit einem alten, ungeheuer reichen spanischen Adligen vermählt, Don Hijos Marquis von San Real, der seit der Besetzung Spaniens durch französische Truppen in Paris lebte“[47] und zum Zeitpunkt der Handlung achtzig Jahre alt ist.[60] Eine „schöne geschweifte Taille, der schlanke Wuchs einer für Kaperfahrten gebauten Korvette“[61] zeichnen Euphémie laut Paul de Manerville aus, der im Text behauptet, Euphémie einmal in Begleitung Paquitas gesehen zu haben: „Schwarze Augen, die nie geweint haben, aber brennen; schwarze Brauen, die zusammengewachsen sind und ihr einen Ausdruck von Härte geben, den das Fältchengeflecht ihrer Lippen Lügen straft, glühende und doch kühle Lippen, auf denen ein Kuß nicht verweilt; ein maurischer Teint, an dem sich ein Mann erhitzt wie an der Sonne. Und überhaupt, Ehrenwort, sie ähnelt dir“, behauptet Paul seinem Freund Henri gegenüber.[61] Letztlich wird die lesbische Euphémie durch ihre besitzergreifende Eifersucht zu einem Mord veranlasst, den sie sofort wieder bereut. „Henri findet in seiner Schwester, der Liebhaberin seiner Geliebten, eine Doppelgängerin, die die Eindeutigkeit seines Geschlechtscharakters in Frage stellt.“[62]

## Rezeption
Aufgrund der dem Roman innewohnenden „Kritik der patriarchalischen Ordnung“, der Schilderung einer durch den Byronic Hero Henri de Marsay durchgeführten Travestie und der Andeutung einer durch Euphémie dominierten lesbischen Beziehung, die ebenso von Leidenschaft erfüllt ist wie die traditionelle Beziehung zwischen Mann und Frau und für die Henri während der Abwesenheit Euphémies nur als Ersatzbefriedigung herhält, gab sich „ein Teil der öffentlichen Kritik […] entrüstet.“ Später rühmte Hugo von Hofmannsthal den poetischen Reiz des Textes mit den Worten: „Dies ist die herrliche, nicht wieder zu vergessende Geschichte, in der Wollust hervorwächst aus Geheimnis, der Orient die schweren Augen aufschlägt mitten im schlaflosen Paris, Abenteuer sich verschlingt mit Wirklichkeit, die Blüte der Seele aufbricht am Rande von Taumel und Tod… Die Geschichte…, deren Anfang von der Hand Dantes sein könnte, deren Ende aus Tausendundeiner Nacht und deren Ganzes von niemand auf der Welt als von dem, der sie geschrieben hat.“

## Filmadaption
- La fille aux yeux d'or, Regie: Jean-Gabriel Albicocco, 1961.[64]

## Deutschsprachige Textausgaben (Auswahl)
- Das Mädchen mit den Goldaugen. Insel Verlag, Frankfurt a. M. 1961 und Leipzig 1965 (Insel-Bücherei 654 mit Illustr. von Theo Kurpershoek)
- Das Mädchen mit den Goldaugen. In: Geschichte der Dreizehn. (=Die menschliche Komödie. Band 7.) Übersetzung: Ernst Hardt. 2. Auflage. Insel-Verlag, Frankfurt am Main 2016. ISBN 978-3-458-33607-5. S. 333–425.
- Das Mädchen mit den Goldaugen. In: Geschichte der Dreizehn. Aufbau-Verlag, Berlin 1976. S. 352–453.
- Das Mädchen mit den Goldaugen. In: Geschichte der Dreizehn. 3 Erzählungen. Übersetzung: Ernst Hardt. Kiepenheuer, Weimar 1985. S. 329–420.
- Das Mädchen mit den Goldaugen. In: Die menschliche Komödie, Sittenstudien, Szenen aus dem Pariser Leben, Die Geschichte der Dreizehn. Band 2. Übersetzung: Ernst Sander. Goldmann, München 1970. S. 161–242.
- Das Mädchen mit den Goldaugen. In: Die Geschichte der Dreizehn, Vater Goriot, Oberst Chabert. (=Die menschliche Komödie. Band 6.) Übersetzung: Ernst Hardt. Insel, Leipzig 1924. S. 319–408.
- Der Mädchen mit den Goldaugen. In: Geschichte der Dreizehn. Übersetzung: Victor von Koczian. Rowohlt, Berlin 1924. S. 377–485.